# Linn-Kristin Riegelhuth
Linn-Kristin Ullevoldsæter Riegelhuth Koren (n. 1 august 1984, Comuna Ski, Akershus, Norvegia) este o jucătoare de handbal norvegiană. În prezent ea este sub contract cu echipa Larvik HK.
Riegelhuth a debutat în naționala Norvegiei în anul 2003 într-un meci disputat împotriva reprezentativei Croației. Până în data de 24 august 2008 handbalista a jucat de 113 ori pentru Norvegia, reușind să înscrie 385 de goluri.Alături de colegele sale ea a câștigat de două ori Campionatul European (în 2004, respectiv 2006).
În 2007, Riegelhuth a câștigat alături de naționala Norvegiei medalia de argint în cadrul Campionatului Mondial, iar în anul 2008, în cadrul Jocurilor Olimpice a câștigat prima poziție. 

## Biografie

### Copilăria și anii de juniorat (1984 — 2002)
Linn-Kristin Ullevoldsæter Riegelhuth s-a născut la data de 1 august, 1984 în orașul norvegian Ski, fiind primul copil al cuplului format din Inger și Manfred Riegelhuth. Tatăl ei este german și este pasionat de sport, iar mama ei a fost antrenoarea unei echipe feminine de handbal, la nivel de junioare. Atât Linn-Kristin cât și sora ei, Betina, care este cu trei ani mai mică, au început să joace handbal și fotbal de la o vârstă fragedă.
În copilărie Riegelhuth a fost înscrisă la o „școală de handbal” locală, iar mama sa i-a devenit în scurt timp, antrenoare. În adolescență, ea a practicat atât handbal cât și fotbal, până la împlinirea vârstei de șaisprezece ani, când a ales handbalul și s-a înscris la secția sport (Wang Toppidrett) a liceului particular Wang . Concomitent, Riegelhuth avea primele selecții în echipa națională de tineret a Norvegiei.
În anul 2001 Riegelhuth s-a alăturat secției de handbal junioare a clubului Holmlia Sportsklubb. La scurt timp ea a semnat un contract cu Furuset, colectiv alături de care a participat în prima ligă norvegiană de handbal. În prima parte a anului 2002 jucătoarea a primit o ofertă din partea clubului Larvik HK, pe care a acceptat-o, promovând astfel la nivelul seniorilor. Până la vârsta majoratului Riegelhuth a frecventat cursurile unor școli din Norvegia, care aveau incluse în programa lor handbalul, și are o calificare de asistentă medicală.

### Evoluția pentruLarvik HK(2003 — 2008)
Pe parcursului sezonului 2002 — 2003 Linn-Kristin Riegelhuth a jucat pentru echipa norvegiană Larvik HK, fiind rezerva Kristinei Duvholt. În toamna anului 2002 Duvholt a rămas însărcinată, iar Riegelhuth a devenit principala extremă dreaptă a clubului. Ulterior jucătoarea a debutat în echipa națională a Norvegiei, în septembrie 2003, într-un meci disputat împotriva reprezentativei Croației. Riegelhuth a continuat să evolueze pentru echipa Larvik HK și pe parcursul sezonului 2003 — 2004, când colectivul a ajuns până în semifinalele Ligii Campionilor EHF. În respectivul sezon al competiției, aceasta a marcat cincisprezece goluri, în cele trei meciuri disputate. La finele anului 2004 Riegelhuth a câștigat alături de echipa națională a Norvegiei Campionat European din Ungaria.
În sezonul 2004 — 2005 Riegelhuth câștigă alături de echipa sa de club, Larvik HK, titlul Ligii Naționale de Handbal, Cupei Norvegiei și Cupa Cupelor EHF. La Campionatul Mondial din 2005, Norvegia avea să ocupe treapta cu numărul nouă, Riegelhuth nefăcând parte din lotul participant. În următorul sezon jucătoarea avea să devină golghetera ligii norvegiene de handbal, marcând 159 de goluri pentru Larvik HK, fiind la egalitate cu Linn Jørum Sulland. La finele anului 2006, Linka a câștigat pentru a doua oară, alături de lotul norvegian, Campionatul European, care a avut loc în Suedia.
În sezonul 2006 — 2007 Riegelhuth a înscris 221 de goluri pentru Larvik HK, fiind numită „Jucătoarea anului” în Liga Norvegiană. În decembrie 2007 Riegelhuth a câștigat prima sa medalie la un Campionat Mondial de handbal, ocupând alături de echipa națională a Norvegiei poziția secundă. Pe parcursul sezonului 2007 — 2008 jucătoarea a câștigat din nou titlul Ligii Naționale de Handbal, Cupei Norvegiei și Cupa Cupelor EHF, alături de gruparea Larvik HK.
La Jocurile Olimpice de vară din 2008, echipa națională a Norvegiei a câștigat medalia de aur, Riegelhuth fiind principala marcatoare a colectivului în finala competiției, disputată împotriva reprezentativei Rusiei, înscriind nouă goluri. Ulterior, Norvegia avea să câștige Campionatul European din Macedonia, Riegelhuth fiind desemnată „Cea mai bună extremă dreapta” din competiție, dar și „Golghetera turneului”, înscriind 51 de goluri.
Pe parcursului sezonului 2008 — 2009 Riegelhuth a câștigat, alături de Larvik HK, pentru a cincea oară titlul Ligii Naționale de Handbal. În 2008 jucătoarea a câștigat trofeul Kristina, fiind numită 
„Cel mai bun sportiv norvegian”. De asemenea, în 2008 Riegelhuth a fost numită de Federația Internațională de Handbal „Jucătoarea anului”.